# Lucien Jean Maurice Fenaux
Lucien Jean Maurice Fenaux, Conocido como Lucien Fenaux , nacido en 1911 en Hazebrouck y fallecido el 20 de marzo de 1969 en Neuville-aux-Bois (Loiret), es un escultor francés. Ganador del Premio de Roma en 1943.

## Datos biográficos
Nacido en Hazebrouck en 1911.
Comienza sus estudios artísticos en el taller de Aimé Blaise en Lille. Allí es compañero de Gérard Choain, Émile Morlaix, René Leleu y Gaston Watkin.
Pasa a la École nationale supérieure des beaux-arts de París, donde es alumno de Landowski y Gaumont. 
En 1938 gana el segundo premio de Roma en escultura.
En 1943 obtiene el Primer Premio de Roma. Tras el final de la 2.ª Guerra Mundial se traslada a Roma, donde permanece pensionado en la Academia de Francia dos años, 1946 y 1947.
En la promoción n.º 20 de 1949, gana el Premio de la Casa de Velázquez, que le permite su estancia en Madrid durante dos años.
Hasta julio de 1959 estuvo trabajando en el Memorial de la deportación de Struthof, allí talló en el colosal muro de piedra, la figura esquelética de un deportado. El conjunto fue diseñado por el arquitecto del estado francés Bertrand Monnet. El monumento fue inaugurado por el General De Gaulle.
Falleció en Neuville-aux-Bois (Loiret), en 1969.

## Obras
Entre las mejores y más conocidas obras de Lucien Jean Maurice Fenaux se incluyen las siguientes:
- La creación de Pandora en francés: La création de Pandore , 1943, bajorrelieve en yeso, con el que ganó el Premio de Roma. Conservado en la ENSBA.[4]

- Les Haleurs, relieve en bronce a la cera perdida. Representa a tres hombres tirando de una soga.  (enlace roto disponible en Internet Archive; véase el historial, la primera versión y la última).. Conservado en el Palacio de Bellas Artes de Lille (del francés: Palais des beaux-arts de Lille). Donada en el año 2009 a Lille por Philippe Laporte y Yannick Pellegrin.
- La Sagesse o Jeune femme à la fleur ( 39 x 28 cm.) 1930 ,  (enlace roto disponible en Internet Archive; véase el historial, la primera versión y la última). Conservada en el Palacio de bellas Artes de Lille. Bronce con pátina de oro
- Monumento a los muertos de Illkirch , 1953 , bronce y granito,

(arquitecto : Fernand Guri), en la Plaza del General de Gaulle de Illkirch-Graffenstaden 48°31′33″N 7°42′50″E / 48.52583, 7.71389
- Memorial de la deportación de Struthof (1959). 40 metros de altura. 48°27′17″N 7°15′16″E / 48.45472, 7.25444

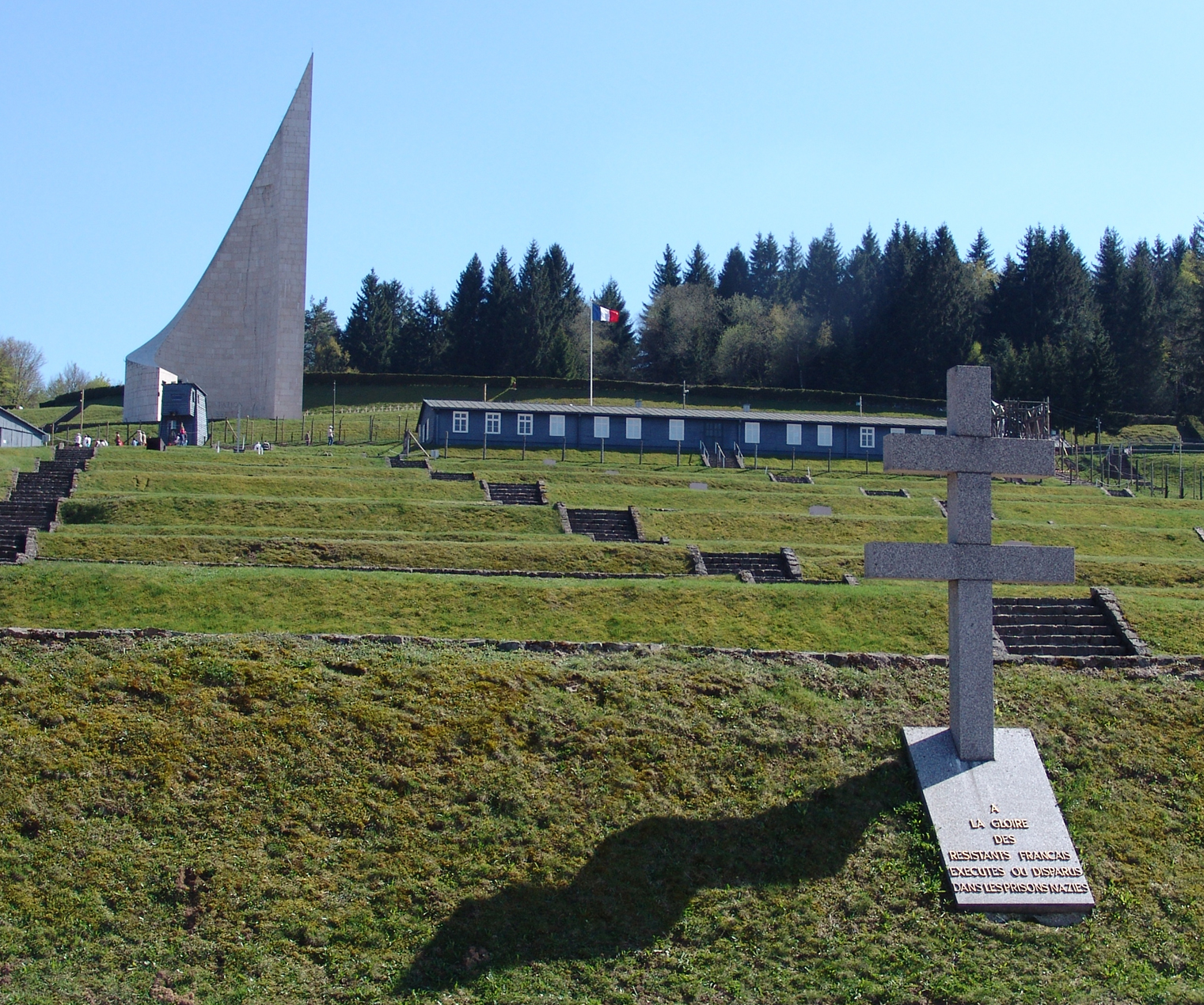
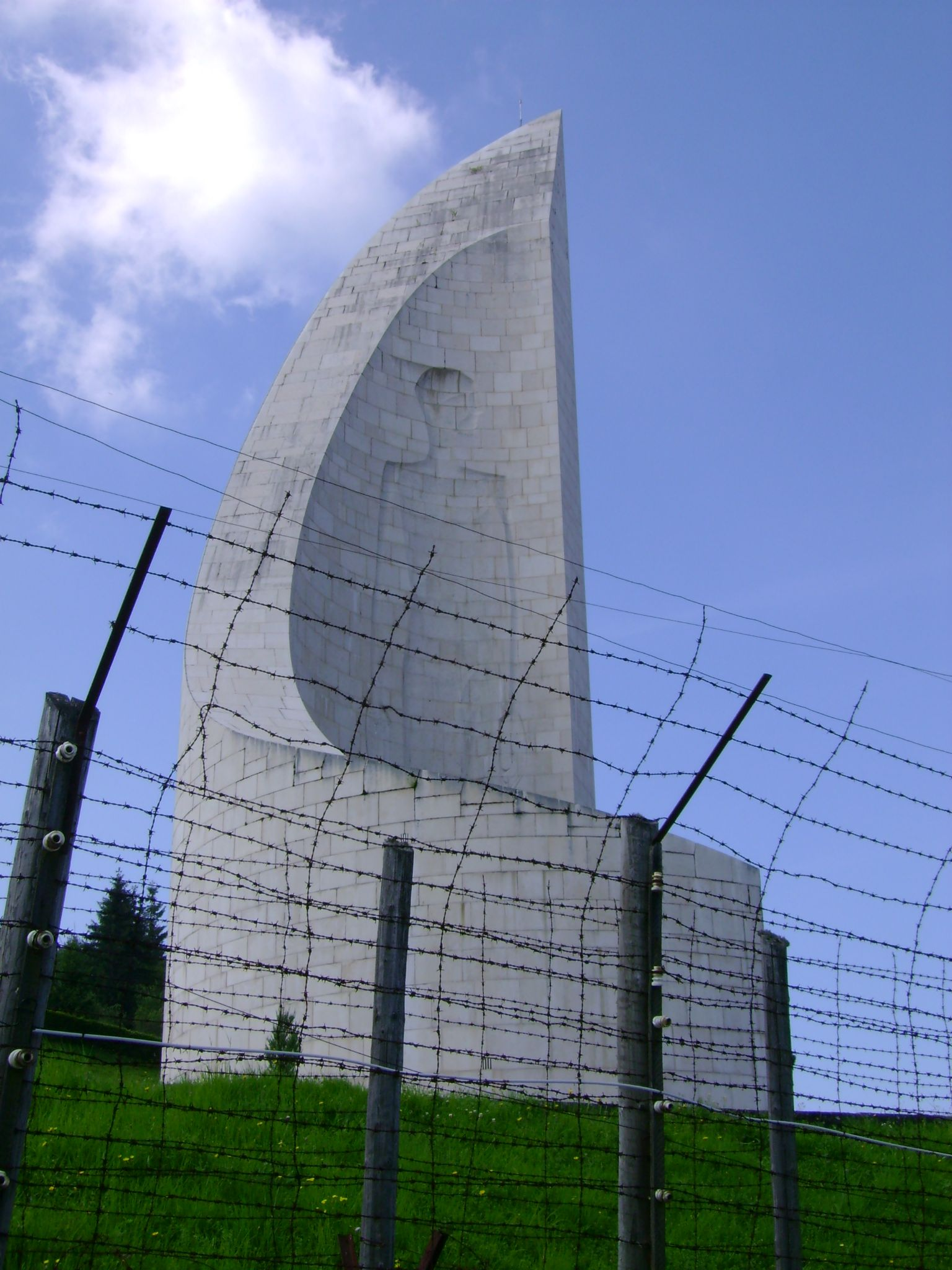
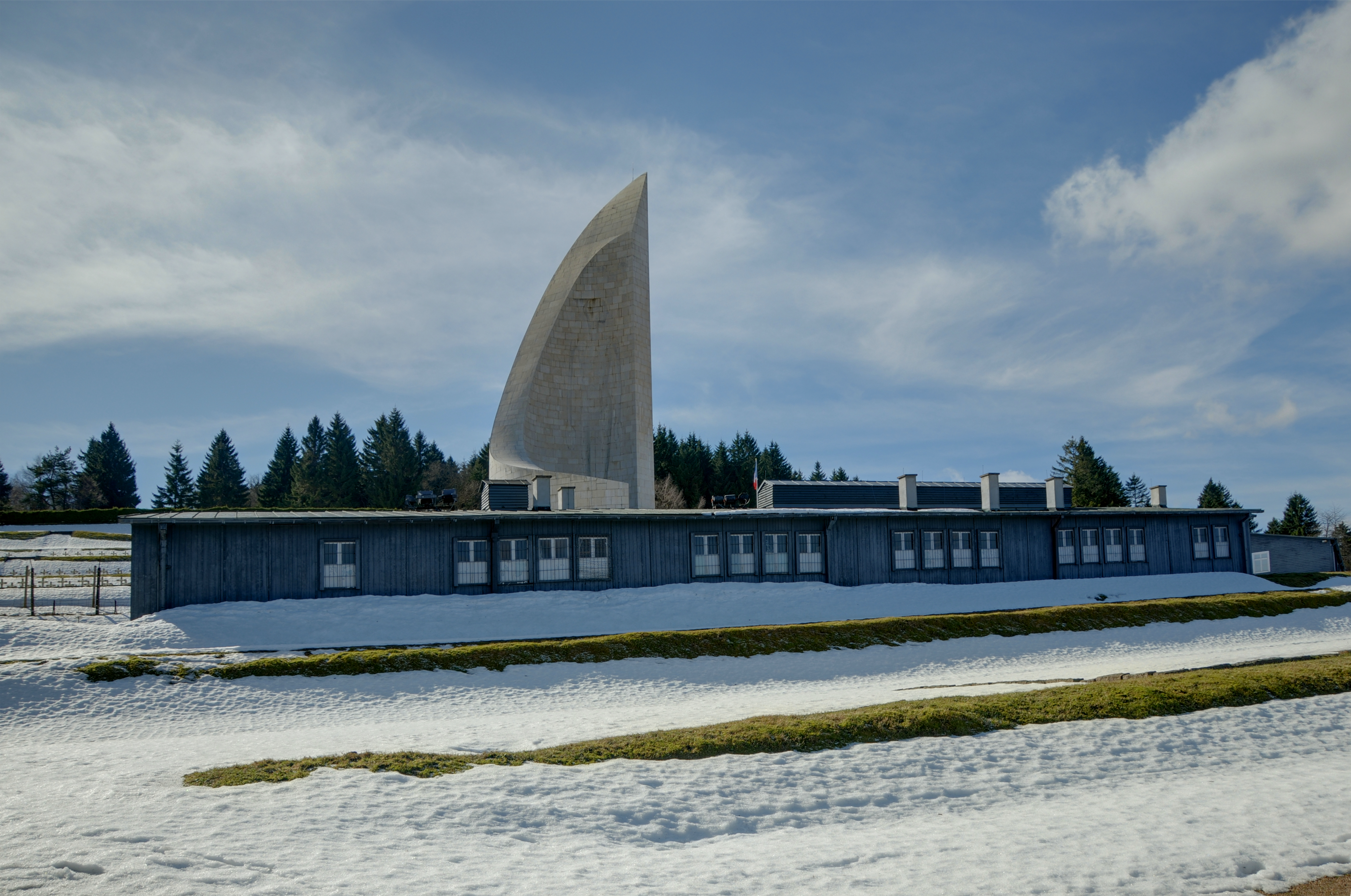